# Filip Dangubić
Filip Dangubić (Fiume, 5 maggio 1995) è un calciatore croato, attaccante dello Željezničar.

## Carriera

### Club
Il 5 luglio 2018 viene acquistato a titolo definitivo dalla squadra slovacca dello Spartak Trnava.

### Nazionale
Nel 2015 ha segnato un gol in 2 presenze con la maglia della nazionale croata Under-21.

## Statistiche

### Cronologia presenze e reti in nazionale
| Cronologia completa delle presenze e delle reti in nazionale ― Croazia under 21 | Cronologia completa delle presenze e delle reti in nazionale ― Croazia under 21 | Cronologia completa delle presenze e delle reti in nazionale ― Croazia under 21 | Cronologia completa delle presenze e delle reti in nazionale ― Croazia under 21 | Cronologia completa delle presenze e delle reti in nazionale ― Croazia under 21 | Cronologia completa delle presenze e delle reti in nazionale ― Croazia under 21 | Cronologia completa delle presenze e delle reti in nazionale ― Croazia under 21 | Cronologia completa delle presenze e delle reti in nazionale ― Croazia under 21 |
| Data                                                                            | Città                                                                           | In casa                                                                         | Risultato                                                                       | Ospiti                                                                          | Competizione                                                                    | Reti                                                                            | Note                                                                            |
| ------------------------------------------------------------------------------- | ------------------------------------------------------------------------------- | ------------------------------------------------------------------------------- | ------------------------------------------------------------------------------- | ------------------------------------------------------------------------------- | ------------------------------------------------------------------------------- | ------------------------------------------------------------------------------- | ------------------------------------------------------------------------------- |
| 7-10-2015                                                                       | Serravalle                                                                      | San Marino under 21                                                             | 0 – 3                                                                           | Croazia under 21                                                                | Qual. Europeo Under-21 2017                                                     | -                                                                               | 85’                                                                             |
| 12-10-2015                                                                      | Zaprešić                                                                        | Croazia under 21                                                                | 3 – 4                                                                           | Russia under 21                                                                 | Amichevole                                                                      | 1                                                                               | 74’                                                                             |
| Totale                                                                          |                                                                                 | Presenze                                                                        | 2                                                                               |                                                                                 | Reti                                                                            | 1                                                                               |                                                                                 |